# 白根魚町

白根魚町、鯛町組の大凧

白根魚町（しろねさかなまち）新潟県新潟市南区（旧白根市）の町字。郵便番号は950-1255。

## 概要
元禄時代から「下町（）」と呼ばれ、現在も、その呼称は残っている。幕末期には「すけご町（）」という愛称で知られ、当時の白根で歌われていた「花の桜町、勇の五の町、命知らずのすけご町」という俗謡にもその名が登場する。この俗謡は白根の主要な大凧組である桜蝶組（桜町）、役者組（五の町）、鯛町組（魚町）を讃えた歌として伝えられている。現在も白根地域の伝統行事である大凧合戦において、魚町は「鯛町組」として参加しており、その大凧には町名にちなんだ鯛の絵と「町」の文字が描かれ、地域の特色を象徴的に表現している。